# エリザベス・アン・リンリー

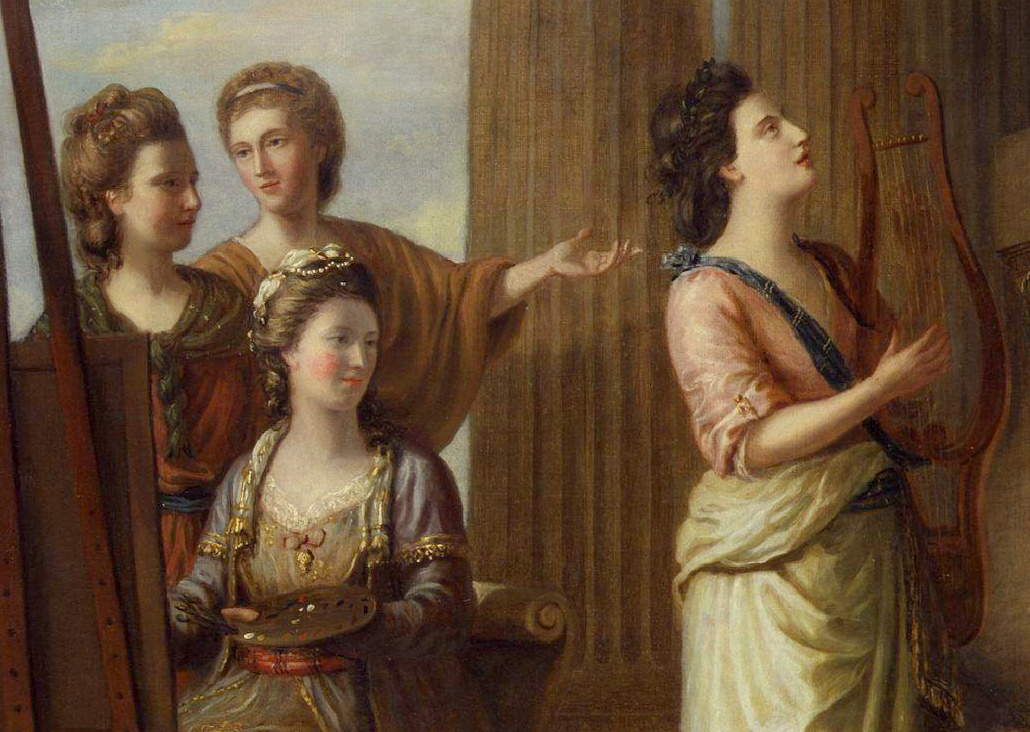
竪琴を持つエリザベス（右） 1778年

エリザベス・アン・シェリダン（Elizabeth Ann Sheridan 旧姓リンリー Linley 1754年9月7日 - 1792年6月28日）は、イングランドのソプラノ歌手。

## 生涯
エリザベスはトーマス・リンリー・ジ・エルダーとメアリー・ジョンソン（Johnson）の間に生まれた長女だった。彼女は幼少期から父の手ほどきを受け、12歳だった1767年1月31日に弟のトーマス・リンリー・ザ・ヤンガーと共にロイヤル・オペラ・ハウスで行われた『The Fairy Favour』の公演で初舞台を飾った。5月にはバースにおける演奏会で、彼女が歌いトーマスがヴァイオリンを弾いた。エリザベスの名声は高まっていき、その結果ロンドンの演奏会場も容易に抑えられるようになったにもかかわらず、父は彼女をウォルター・ロング（Walter Long）と結婚させようとした。ひどく抵抗されると父は彼女が劇場のキャリアを積むのを妨げ、資産を一家に引き上げてしまう。1771年1月26日にヘイマーケット・シアターで封切された喜劇『バースの娘 The Maid of Bath』は、エリザベスの身に起きたことを劇に仕立てたものである。
エリザベスには多くの求婚があったが、彼女は1772年3月18日に劇作家のリチャード・ブリンズリー・シェリダンとフランスへ駆け落ちした。しかしながら、共に未成年であった彼らの婚姻は無効となり、最終的には同年4月12日に父の承諾のもとロンドンのメリルボーン教区教会で結婚した。これを最後に彼女は公に姿を見せなかった。また、1772年にはトーマス・マシューズ大尉が新聞にエリザベスを中傷する記事を掲載し、シェリダンが彼女の名誉を守るために大尉と有名な決闘を行った。エリザベスは病弱であったために度重なる流産に苦しめられたが、1775年に息子のトム（Tom 1775年-1819年）を授かった。彼女は結核により、ブリストルで38年の生涯を終えた。